# Tatiana Gousin
Tatiana Gousin (griechisch Τατιάνα Γκούσιν, * 26. Januar 1994 in Orhei, Republik Moldau) ist eine griechische Leichtathletin, die sich auf den Hochsprung spezialisiert hat.

## Sportliche Laufbahn
Erste internationale Erfahrungen sammelte Tatiana Gousin im Jahr 2012, als sie bei den Juniorenweltmeisterschaften in Barcelona mit 1,79 m in der Qualifikation ausschied. Anschließend gewann sie bei den Balkan-Meisterschaften in Eskişehir mit 1,84 m die Bronzemedaille. Im Jahr darauf belegte sie bei den Junioreneuropameisterschaften in Rieti mit 1,81 m den fünften Platz und 2014 wurde sie bei den Balkan-Meisterschaften in Pitești mit 1,79 m Fünfte. 2015 schied sie bei den U23-Europameisterschaften in Tallinn mit 1,79 m in der Qualifikation aus und 2017 siegte sie dann bei den Balkan-Meisterschaften in Novi Pazar mit einer Höhe von 1,91 m. Anschließend startete sie bei den Weltmeisterschaften in London, verpasste dort aber mit 1,85 m den Finaleinzug. 2018 klassierte sie sich bei den Balkan-Meisterschaften in Stara Sagora mit 1,80 m auf dem sechsten Platz und im Jahr darauf schied sie bei den Halleneuropameisterschaften in Glasgow mit 1,85 m in der Vorrunde aus. 2021 belegte sie bei den Balkan-Meisterschaften in Smederevo mit 1,86 m den sechsten Platz und siegte mit 1,81 m beim Karlstad GP. Im Jahr darauf wurde sie bei den Balkan-Hallenmeisterschaften in Istanbul mit einer Höhe von 1,83 m Fünfte und gelangte bei den Balkan-Meisterschaften in Craiova mit 1,87 m auf Rang vier. Anschließend gewann sie bei den Mittelmeerspielen in Oran mit 1,90 m die Silbermedaille hinter der Montenegrinerin Marija Vuković, ehe sie bei den Weltmeisterschaften in Eugene mit 1,90 m in der Qualifikationsrunde ausschied. Daraufhin wurde sie bei den Europameisterschaften in München mit 1,86 m Neunte.
2023 wurde sie bei der 1. Liga der Team-Europameisterschaft im Zuge der Europaspiele in Chorzów mit 1,87 m Vierte und anschließend belegte sie bei den Balkan-Meisterschaften in Kraljevo mit 1,83 m den fünften Platz. Im August schied sie dann bei den Weltmeisterschaften in Budapest mit 1,89 m in der Qualifikationsrunde aus. Im Jahr darauf belegte sie bei den Hallenweltmeisterschaften in Glasgow mit 1,88 m den siebten Platz und im Juni verpasste sie bei den Europameisterschaften in Rom mit 1,89 m den Finaleinzug. Anschließend belegte sie bei den Olympischen Sommerspielen in Paris mit 1,86 m im Finale den neunten Platz. 2025 gewann sie bei den Balkan-Hallenmeisterschaften in Belgrad mit 1,80 m die Silbermedaille hinter der Montenegrinerin Marija Vuković. Anschließend verpasste sie bei den Halleneuropameisterschaften in Apeldoorn mit 1,85 m den Finaleinzug.
In den Jahren 2014 und 2015, 2017 sowie 2019 und 2021 und 2022 und 2024 wurde Gousin griechische Meisterin im Hochsprung im Freien sowie 2013 und 2019 und 2024 und 2025 in der Halle.